# Fischers glansspreeuw
De Fischers glansspreeuw (Lamprotornis fischeri) is een vogelsoort uit de familie Sturnidae.

## Verspreiding en leefgebied
Deze soort komt voor in het oosten van Afrika.
1. ↑  (en) Fischers glansspreeuw op de IUCN Red List of Threatened Species.